# تيريز بلانشيت
تيريز بلانشيت (بالفرنسية: Thérèse Blanchet)‏هي الأمين العام لمجلس الاتحاد الأوروبي. وتحمل كلا الجنسيتين الفرنسية والسويسرية.
بين عامي 2019 و2022شغلت منصب مستشار قانوني للمجلس والمجلس الأوروبي، ومدير عام للخدمة القانونية للمجلس.